# France Musique
France Musique (Музыка Франции) — французский общегосудартвенный радиоканал, вещание по которому ведёт национальная компания «Радио Франс». В 1954-1975 годах Управление французского радиовещания и телевидения вело радиовещание по радиоканалу с аналогичным названием, до 1963 года называвшийся «Музыкальная программа в частотной модуляции» (Programme musical à modulation de fréquence). Звучит во всех крупных и средних городах Франции и их пригородах на ультракоротких волнах, в том числе и по системе «ДАБ».

## Передачи
- многие живые и «как живые» (то есть записанные в прямом эфире для последующей трансляции) концерты, включая большинство концертов, организованных Национальным оркестром Франции, многие из которых, также транслируются в Канаде по программе «CBC Radio 2», а также по другим европейским радиопрограммам классической музыки, таких как «BBC Radio 3» в Великобритании.

## Девизы
- 1975 : «La première radio en couleurs» (Первое радио в цветах)
- 1989 : «La musique un ton au-dessus» (музыка на один тон выше)
- 1992 : «Jamais la musique ne vous aura touché d’aussi près» (музыка никогда бы не коснулась вас так близко)
- 1995 : «Bienvenue chez les fous de Musique» (Добро пожаловать в дом тех, кто без ума от музыки)
- 2008 : «Le plaisir» (Удовольствие)
- Апрель 2008 : «Prolonger l'émotion» (Расширяя эмоции)
- 2012 : «Il ya une part de classique en chacun de nous» (В каждом из нас есть немного классики)
- 2013 : «Ce monde a besoin de musique» (Этот мир нуждается в музыке)
- 2014 : «Classique Mais Pas Que» (Классика, но не только)
- 2017 : «Vous allez LA DO RÉ!»